# Trent, South Dakota
Trent är en ort i Moody County i delstaten South Dakota, USA.